# Абрамовский сельский округ (Московская область)
Абрамовский сельский округ — упразднённая административно-территориальная единица, существовавшая на территории Орехово-Зуевского района Московской области в 1994—2004 годах.
Абрамовский сельсовет был образован в первые годы советской власти. По данным 1923 года он входил в состав Ильинской волости Егорьевского уезда Московской губернии.
В 1926 году Абрамовский с/с включал 1 населённый пункт — деревню Абрамовка.
В 1929 году Абрамовский сельсовет вошёл в состав Куровского района Орехово-Зуевского округа Московской области.
14 июня 1954 года Абрамовский с/с был упразднён, а его территория включена в Устьяновский сельсовет.
21 мая 1965 года Устьяновский с/с был переименован в Абрамовский с/с в составе Орехово-Зуевского района.
3 февраля 1994 года Абрамовский с/с был преобразован в Абрамовский сельский округ.
8 апреля 2004 года Абрамовский с/о был упразднён, а его территория передана в Ильинский с/о.